# Colima (település)
Colima Mexikó azonos nevű államának fővárosa. Lakossága 2010-ben meghaladta a 137 000 főt.

## Földrajz

### Fekvése
A város az állam középpontjától kissé északkeletre fekszik, a Déli-Sierra Madre és a Vulkáni-kereszthegység találkozásánál egy délről északra lassan emelkedő területen, a tenger szintje fölött 430–650 méterrel. Környezetében azonban ennél sokkal magasabb hegyek is emelkednek, többek között a várostól északra a Colima nevű vulkán is. A településen átfolyik a Pereyra és a Verde nevű időszakos patak.

### Éghajlat
A város éghajlata igen forró és nyáron csapadékos. Minden hónapban mértek már legalább 38 °C-os hőséget, de a rekord nem érte el a 43 °C-ot. Az átlagos hőmérsékletek a januári 23,4 és a júniusi 27,5 fok között váltakoznak, fagy nem fordul elő. Az évi átlagosan 885 mm csapadék időbeli eloszlása nagyon egyenetlen: a júniustól szeptemberig tartó 4 hónapos időszak alatt hull az éves mennyiség több mint 80%-a.
| Hónap                                   | Jan. | Feb. | Már. | Ápr. | Máj. | Jún. | Júl. | Aug. | Szep. | Okt. | Nov. | Dec. | Év   |
| --------------------------------------- | ---- | ---- | ---- | ---- | ---- | ---- | ---- | ---- | ----- | ---- | ---- | ---- | ---- |
| Rekord max. hőmérséklet (°C)            | 38,2 | 39,2 | 39,8 | 42,5 | 42,0 | 41,0 | 40,4 | 39,0 | 39,5  | 41,0 | 38,9 | 40,5 | 42,5 |
| Átlagos max. hőmérséklet (°C)           | 31,3 | 31,9 | 32,9 | 34,0 | 34,4 | 33,6 | 32,4 | 32,4 | 31,5  | 32,1 | 32,4 | 31,6 | 32,5 |
| Átlaghőmérséklet (°C)                   | 23,4 | 23,6 | 24,3 | 25,5 | 26,8 | 27,5 | 26,8 | 26,6 | 26,2  | 26,1 | 25,2 | 23,9 | 25,5 |
| Átlagos min. hőmérséklet (°C)           | 15,5 | 15,4 | 15,7 | 17,1 | 19,3 | 21,4 | 21,1 | 20,9 | 20,9  | 20,1 | 18,1 | 16,2 | 18,5 |
| Rekord min. hőmérséklet (°C)            | 7,5  | 8,0  | 3,0  | 7,0  | 10,0 | 14,0 | 17,0 | 15,0 | 13,0  | 13,0 | 11,5 | 9,0  | 3,0  |
| Átl. csapadékmennyiség (mm)             | 24   | 6    | 4    | 2    | 11   | 128  | 206  | 192  | 191   | 92   | 18   | 11   | 885  |
| Forrás: Servicio Meteorológico Nacional |      |      |      |      |      |      |      |      |       |      |      |      |      |

## Népesség
A település népessége a közelmúltban folyamatosan növekedett:
| Év   | Lakosság |
| ---- | -------- |
| 1990 | 106 967  |
| 1995 | 110 977  |
| 2000 | 119 639  |
| 2005 | 123 597  |
| 2010 | 137 383  |

## Története
A településet 1523. július 25-én alapította Gonzalo de Sandoval, miután Hernán Cortés megbízta őt azzal, hogy „keressen egy jó helyet és alapítson egy Collimán nevű várost a spanyoloknak”. Azonban mivel az eredeti hely mégsem volt olyan „jó”, a lakók 1525-ben úgy döntöttek, új helyre települnek át. A költözésre 1527. január 20-án került sor, így jött létre az akkor Villa de San Sebastiánnak nevezett település, ami a spanyolok által alapított nyolcadik város volt Új-Spanyolországban. Mivel a környék falvaiban a hódítók sokszor kegyetlenül és igazságtalanul bántak a leigázott indiánokkal, ezért a spanyol király megbízásából 1551 és 1554 között Lorenzo Lebrón de Quiñones végigjárta a környéket, hogy megvizsgálja ezeket a kihágásokat. A helyiek úgy nevezték őt, hogy „a legszigorúbb bíró, aki valaha is ezeken a földeken járt”.
1792. március 10. és november 26. között Colima parókiáján tevékenykedett Miguel Hidalgo, a későbbi mexikói függetlenségi háború kirobbantója. Amikor 1810-ben kitört a háború, a felkelők első csapatai november 8-án José Antonio Torres és Rafael Arteaga vezetésével érkeztek meg Colimába. A függetlenségi harcosok 20 spanyol túszt ejtettek a városban, akiket Guadalajarába szállítottak, és 11-et kivégeztek közülük. A többi 9-et Ramírez de Oliva közbenjárására megkímélték. 1811 márciusában a Santa Juana-i síkon közel 300 colimai gyermek, nő és idős ember pusztulását okozta a kegyetlen Manuel del Río ezredes. A helyi felkelők közül kiemelendő a várost 1811. július 16-án újra a függetlenségiek kezére juttató Ignacio Sandoval és „Lego” Gallaga, valamint Pedro y Manuel Regalado, José Calixto Martínez y Moreno (becenevén „Cadenas”, azaz „Láncok”), Fermín Ortíz és José Antonio Díaz atya.
A függetlenség elnyerése után Colima a guadalajarai intendenciához tartozott, mint partido, ám 1823. június 20-án Anastacio Brizuela, a Déli Hadsereg 21. osztagának parancsnoka megegyezett a helyi önkormányzattal és a nagyobb birtokosokkal, hogy Colima szakadjon el Guadalajarától. A folyamat 1824. október 4-én teljesedett be, amikor is Colima Jaliscóból kiválva önálló szövetségi területté vált. Ugyanezen év szeptemberének 10-én kapta meg a város a ciudad rangot, majd az 1857-es alkotmány értelmében létrejött a szuverén Colima állam. 1858. március 25-től április 11-ig utazása közben itt tartózkodott Benito Juárez és kormányának több tagja is; itt nevezte ki hadügyminiszterré José Santos Degolladót. 1889. szeptember 10-én megnyílt a Colimát Manzanillóval összekötő vasútvonal.
A mexikói forradalom előszelét jelentette, amikor 1909. december 27-én Francisco Ignacio Madero politikai gyűlést tartott a városban a Rastrillo nevű helyen. A harcok során először 1911. május 18-án foglalták el a várost a maderista csapatok Eugenio Aviña vezetésével, aki ideiglenes kormányzónak Miguel García Topetét nevezte ki. 1914-ben lépett hivatalba a szintén forradalmár kormányzó, Juan José Ríos, aki 1916-ig tartó hivatalának idején jelentős reformokat vezetett be. Ebben az évben érkezett a kormányzó meghívására Colimába Venustiano Carranza, a konsitucionalista hadsereg vezére, későbbi elnök, aki többek között felavatta az új könyvtárat is.

## Turizmus, látnivalók

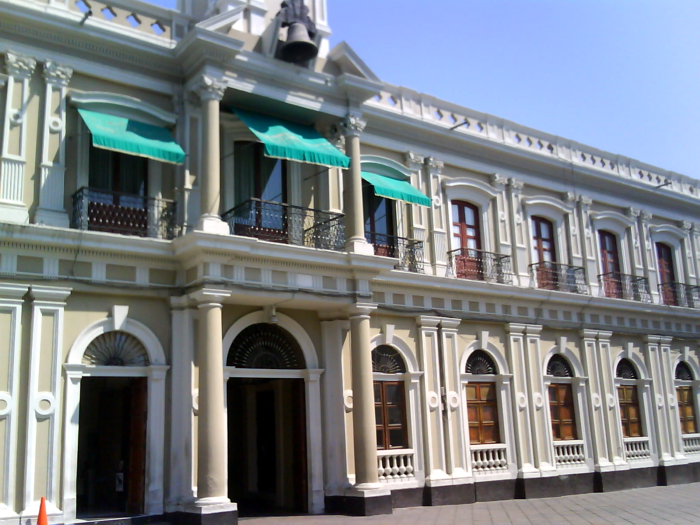
A kormánypalota épülete

A városban több régi műemlék található, például a kormányzati palota, a Los Portales nevű épület (ahol a községi elnökség és a községi kincstár is található), a Hidalgo Színház, a szövetségi palota, valamint azok a házak, ahol Benito Juárez megszállt, illetve ahol Miguel Hidalgo lakott. A vallásos épületek közül kiemelkedik a székesegyház és több kisebb templom. Colima utcáit, tereit és épületeit számos szobor és emlékmű díszíti, szobrot kapott például Hidalgo, José María Morelos y Pavón, José Pimentel Llerenas, Melchor Ocampo, Guillermo Prieto, José Santos Degollado, León Guzmán, Manuel Ruiz, a függetlenség, az anyák, Benito Juárez, Francisco I. Madero, Chávez Carrillo, Jesús García Corona („a nacozari hős”) és Emiliano Zapata.
A település két jelentős múzeuma a María Ahumada de Gómezről elnevezett Nyugati Kultúrák Regionális Múzeuma valamint a Regionális Történelmi Múzeum.
A közelben több fürdőhely is található: az Agua Caliente és az El Hervidero nevű.